# Lijst van shorttrackrecords 3000 meter mannen
Dit is een overzicht van de schaatsrecords op de 3000 meter mannen bij het shorttrack.

## Ontwikkelingwereldrecord3000 meter shorttrack
| Nr | Naam                | Land       | Tijd     | Plaats         | Datum      |
| -- | ------------------- | ---------- | -------- | -------------- | ---------- |
| 1  | Louis Grenier       | Canada     | 5.33,33  | Tokio          | 10-04-1983 |
| 2  | Tatsuyoshi Ishihara | Japan      | 5.08,15  | Nagoya         | 14-04-1983 |
| 3  | Tatsuyoshi Ishihara | Japan      | 5.04,24  | Amsterdam      | 17-03-1985 |
| 4  | Chae Ji-hoon        | Zuid-Korea | 5.00,83  | Lake Placid    | 16-01-1993 |
| 5  | Mark Velzeboer      | Nederland  | 5.00,24  | Den Haag       | 05-03-1995 |
| 6  | Chae Ji-hoon        | Zuid-Korea | 4.56,29  | Gjøvik         | 19-03-1995 |
| 7  | Lee Seung-chan      | Zuid-Korea | 4.53,43  | Peking         | 23-11-1997 |
| 8  | Kim Dong-sung       | Zuid-Korea | 4.46,727 | Székesfehérvár | 08-11-1998 |
| 9  | Steve Robillard     | Canada     | 4.38,061 | Calgary        | 13-10-2002 |
| 10 | Ahn Hyun-soo        | Zuid-Korea | 4.32,646 | Peking         | 07-12-2003 |
| 11 | Noh Jin-kyu         | Zuid-Korea | 4.31,891 | Warschau       | 19-03-2011 |